# Municipio de Carrollton (Misuri)
El municipio de Carrollton (en inglés: Carrollton Township) es un municipio ubicado en el condado de Carroll en el estado estadounidense de Misuri. En el año 2010 tenía una población de 4116 habitantes y una densidad poblacional de 44,65 personas por km².

## Geografía
El municipio de Carrollton se encuentra ubicado en las coordenadas 39°23′55″N 93°28′39″O / 39.39861, -93.47750. Según la Oficina del Censo de los Estados Unidos, el municipio tiene una superficie total de 92.18 km², de la cual 92.03 km² corresponden a tierra firme y (0.17%) 0.15 km² es agua.

## Demografía
Según el censo de 2010, había 4116 personas residiendo en el municipio de Carrollton. La densidad de población era de 44,65 hab./km². De los 4116 habitantes, el municipio de Carrollton estaba compuesto por el 95.65% blancos, el 2.77% eran afroamericanos, el 0.17% eran amerindios, el 0.22% eran asiáticos, el 0.05% eran isleños del Pacífico, el 0.15% eran de otras razas y el 1% pertenecían a dos o más razas. Del total de la población el 1.65% eran hispanos o latinos de cualquier raza.